# Кривая Руда (Глобинский район)
Кривая Руда (укр. Крива Руда) — село,
Святиловский сельский совет,
Глобинский район,
Полтавская область,
Украина.
Код КОАТУУ — 5320688102. Население по данным 1986 года составляло 20 человек.
В период с 1869 по 1945 имело альтернативное название Галагановка
Село указано на подробной карте Российской Империи и близлежащих заграничных владений 1816 года.  
В Центральном Государственном Историческом Архиве Украины в городе Киеве есть метрическая книга за 1779 год.

## Географическое положение
Село Кривая Руда находится на правом берегу реки Кривая Руда в месте впадения её в систему лиманов Кременчугского водохранилища.
На расстоянии в 1 км расположены сёла Святиловка и Проценки.
Рядом проходит автомобильная дорога Н-08.